# ISO 3166
L'ISO 3166 és un estàndard publicat per l'Organització Internacional per a l'Estandardització (ISO per les seves sigles en anglès) que codifica els noms de països i colònies administratives i les seves principals divisions (p. ex. províncies o estats). El nom oficial de l'estàndard, en anglès, és Codes for the representation of names of countries and their subdivisions.

## Parts
Consisteix en 3 parts:
- ISO 3166-1, codis per a països i àrees dependents, publicat per primer cop el 1974.
  - ISO 3166-1 alfa-2, codis de països de dues lletres.
  - ISO 3166-1 alfa-3, codis de països de tres lletres.
  - ISO 3166-1 numèric, codis de països de tres números.
- ISO 3166-2, codis de les principals subdivisions de països o àrees dependents.
- ISO 3166-3, codis substituts dels ISO 3166-1 alfa-2 que han quedat obsolets.